# Морозівська сільська рада (Дунаєвецький район)
Моро́зівська сільська́ ра́да — адміністративно-територіальна одиниця та орган місцевого самоврядування в Дунаєвецькому районі Хмельницької області. Адміністративний центр — село Морозів.

## Загальні відомості
Морозівська сільська рада утворена в 1930 році.
- Територія ради: 25,987 км²
- Населення ради: 1 027 осіб (станом на 2001 рік)

## Населені пункти
Сільській раді підпорядковані населені пункти:
- с. Морозів
- с. Гамарня
- с. Гута-Морозівська

## Склад ради
Рада складається з 12 депутатів та голови.
- Голова ради: Кицюк Галина Михайлівна
- Секретар ради: Козігон Світлана Василівна

### Керівний склад попередніх скликань
| Прізвище, ім'я, по батькові | Основні відомості                                                               | Дата обрання | Дата звільнення |
| --------------------------- | ------------------------------------------------------------------------------- | ------------ | --------------- |
| Кицюк Галина Михайлівна     | Сільський голова, 1957 року народження, освіта середня спеціальна, позапартійна | 26.03.2006   | 31.10.2010      |
| Кицюк Галина Михайлівна     | Сільський голова, 1957 року народження, освіта середня спеціальна, позапартійна | 31.10.2010   |                 |

Примітка: таблиця складена за даними сайту Верховної Ради України

### Депутати
За результатами місцевих виборів 2010 року депутатами ради стали:

#### За суб'єктами висування
| Суб'єкт висування           | Кількість обраних депутатів | %  |
| --------------------------- | --------------------------- | -- |
| Самовисування               | 9                           | 75 |
| Комуністична партія України | 3                           | 25 |

#### За округами
| № округу                    | Прізвище, ім'я, по батькові     | Дата визнання обраним | Освіта             | Партійна приналежність            | Відомості про обраного депутата                                                     |
| --------------------------- | ------------------------------- | --------------------- | ------------------ | --------------------------------- | ----------------------------------------------------------------------------------- |
| Комуністична партія України |                                 |                       |                    |                                   |                                                                                     |
| 5                           | Машталер Майя Дем'янівна        | 01.11.2010            | середня спеціальна | позапартійна                      | Дунаєвецький РЕМ, кур'єр                                                            |
| 10                          | Калаус Юлія Григорівна          | 01.11.2010            | середня            | член Комуністичної партії України | пенсіонер                                                                           |
| 11                          | Наум Ірина Василівна            | 01.11.2010            | середня            | член Комуністичної партії України | тимчасово не працює                                                                 |
| Самовисування               |                                 |                       |                    |                                   |                                                                                     |
| 1                           | Тарадуда Наталія Миколаївна     | 01.11.2010            | середня спеціальна | позапартійна                      | тимчасово не працює                                                                 |
| 2                           | Козігон Валентина Володимирівна | 01.11.2010            | середня            | позапартійна                      | Дунаєвєцький територіальний центр по обслуго вуванню одиноких, соціальний працівник |
| 3                           | Копиченська Євгена Іванівна     | 01.11.2010            | середня            | позапартійна                      | Дунаєвєцький маслозавод приймальний пункт, лаборант                                 |
| 4                           | Розгонюк Катерина Станіславівна | 01.11.2010            | середня спеціальна | позапартійна                      | Дитячий садок с. Морозів, помічник вихователя                                       |
| 6                           | Маєвський Анатолій Михайлович   | 01.11.2010            | середня            | позапартійний                     | Дунаєвецька філія «Хмель-ницькгаз», слюсар                                          |
| 7                           | Козігон Світлана Василівна      | 01.11.2010            | середня спеціальна | позапартійна                      | Морозивська сільська рада, секретарради                                             |
| 8                           | Наум Руслан Миколайович         | 01.11.2010            | середня            | позапартійний                     | Морозивський СБК, директор                                                          |
| 9                           | Пироговська Оксана Василівна    | 01.11.2010            | середня спеціальна | позапартійна                      | Морозивська сільська рада, головнийбухгалтер                                        |
| 12                          | Коцемир Валентина Павлівна      | 01.11.2010            | середня            | позапартійна                      | Морозивська сільська рада, касир                                                    |